# Chloroclystis laetitia
Chloroclystis laetitia är en fjärilsart som beskrevs av Louis Beethoven Prout 1937. Chloroclystis laetitia ingår i släktet Chloroclystis och familjen mätare. Inga underarter finns listade i Catalogue of Life.